# Glyphis gangeticus
Glyphis gangeticus és una espècie de peix de la família dels carcarínids i de l'ordre dels carcariniformes.

## Morfologia
Els mascles poden assolir els 204 cm de longitud total.

## Distribució geogràfica
Es troba a Bengala Occidental (Índia), prop de Karachi (Pakistan) i Taiwan.